# Cladochytrium granulatum
Cladochytrium granulatum är en svampart som först beskrevs av Karling, och fick sitt nu gällande namn av Frederick K. Sparrow 1960. Cladochytrium granulatum ingår i släktet Cladochytrium och familjen Cladochytriaceae.   Inga underarter finns listade i Catalogue of Life.